# Paul Natte
Paul Natte (Amsterdam, 27 december 1944) is een Nederlands musicus. Hij heeft de arrangementen geschreven voor tal van artiesten, onder wie The Cats en Pussycat. Ook schreef hij muziek voor bekende artiesten en was hij een van de componisten achter de melodie Trumpet cross die al jarenlang dient als herkenningsmelodie van Radio Tour de France. Hij was orkestleider voor verschillende orkesten, waaronder het radio-orkest van de AVRO.

## Biografie
Natte werd geboren in Amsterdam als zoon van een muzikant en kreeg vanaf zijn zesde pianoles. Hij wisselde even naar de trompet, maar keerde naar de piano terug sinds het gezin er thuis een had staan. In 1961 speelde hij voor een jazzkwartet en vier jaar later voor het jazzensemble The Playboys. In 1969 brachten ze Snoopy uit bij Phonogram. De single bleef steken in de Tipparade, maar was wel in trek als begintune van meerdere radio- en tv-programma's. Na zijn Lyceum in Hilversum produceerde en arrangeerde hij verschillende tunes voor de radio en televisie. In 1971 speelde hij mee op het debuutalbum van de Deense muzikant Michael Elo.
Van muziekproducent Eric Boom kreeg hij de opdracht om twee nummers voor de elpee Van dichtbij (1975) van Conny Vandenbos te arrangeren. Dit werk leverde hem de nodige bekendheid op en daarna werd hij regelmatig gevraagd arrangementen te schrijven voor een groot aantal artiesten, zoals: Pussycat, The Cats, Trini Lopez, Louis Neefs, Danny de Munk, André van Duin, BZN, Jantje Smit, Jan Keizer, Benny Neyman, Erik Mesie (ex-Toontje Lager), Saskia & Serge en Corry Konings. Ook produceerde hij platen voor verschillende artiesten.
Daarnaast scheef hij zelf muziek. Samen met Rein van den Broek componeerde hij in 1981 Trumpet cross dat eigenlijk bestemd was voor een clip van het Ministerie van Defensie. De clip werd niet uitgezonden, maar werd daarentegen sinds 1983 wel jarenlang de herkenningsmelodie van Radio Tour de France. Ook componeerde hij muziek voor allerlei Nederlandse artiesten, zoals terugkerend voor Nico Haak, Tineke Schouten, Conny Vink, Benny Neyman en Conny Vandenbos. Daarnaast schreef hij de filmmuziek voor Intensive care (1991) waarin een rol was weggelegd voor Nada van Nie en Koen Wauters.
In opdracht van de publieke omroep AVRO formeerde hij in 1989 een radio-orkest dat hij tot 1992 ook begeleidde. Eind 1998 leidde hij BZN met een groot orkest tijdens de serie concerten Symphonic Nights II in Utrecht, Rotterdam, Eindhoven en Arnhem.